# Église Saint-Pierre de Mée
Pour les articles homonymes, voir Église Saint-Pierre.
L'église Saint-Pierre est une église située à Mée, dans le département de la Mayenne.
Elle est inscrite comme monument historique depuis 1991.

## Localisation
L'église est située dans le bourg de Mée, au croisement des routes départementales 114 (route de Saint-Quentin-les-Anges à Ampoigné) et 230 (route de Chérancé à Chemazé).